# Ian Richmond
Sir Ian Archibald Richmond, né le 10 mai 1902 à Rochdale en Angleterre et mort le 5 octobre 1965 est un archéologue et universitaire britannique. Il est professeur d'archéologie de l'Empire romain à l'université d'Oxford. En outre, il est le directeur de la British School at Rome de 1930 à 1932, président de la Society for the Promotion of Roman Studies de 1958 à 1961 et directeur de la Society of Antiquaries of London de 1959 à 1964.

## Biographie

### Jeunesse
Ian Richmond est né le 10 mai 1902 à Rochdale en Angleterre, aux côtés de son frère jumeau. Il fait ses études à la Ruthin School (en), une public school de Ruthin au Pays de Galles. En 1920, il commence l'étude des humanités classiques au Corpus Christi College d'Oxford. Il obtient une troisième classe en Mods en 1922 et une deuxième classe en Greats en 1924 de son diplôme Literae Humaniores. Il passe les deux années suivantes à étudier à la British School at Rome.

### Carrière
En 1926, après ses études, Ian Richmond rejoint l'université Queen's de Belfast en tant que chargé de cours en archéologie classique et d'histoire ancienne. En 1930, il retourne à Rome en tant que directeur de la British School. En quittant Rome en 1935, il devient maître de conférences en études romano-britanniques au King's College de l'université de Durham, à Newcastle. Il est promu lecteur en 1943 et professeur en 1950. Il est orateur public pour l'université de Durham de 1949 à 1951. En 1956, il est invité à occuper la nouvelle chaire de professeur d'archéologie de l'Empire romain à l'université d'Oxford,.
Il réalise les fouilles de sites romano-britanniques, spécialisé dans les fouilles à petite échelle, souvent avec une seule tranchée placée à un point crucial d'un fort romain, ce qui établit à la fois la date et le but du fort.  Il fouillée à Segontium à Caernarfon, Chester, South Shields, Lancaster, Bath, Silchester, au fort romain d'Inveresk (en) et la villa romaine de Chedworth (en). Cependant, ses deux projets majeurs sont à le fort romain à Hod Hill (en), puis à Inchtuthil près de Perth en Écosse, la forteresse légionnaire occupée lors de l'avancée d'Agricola en Écosse.
Le 25 avril, il est nommé membre de la Royal Commission on the Ancient and Historical Monuments of Scotland. Il est également nommé membre de la Commission royale sur les monuments historiques d'Angleterre le 2 avril. Il reste commissaire jusqu'à sa mort, apportant une contribution importante à l'étude et à l'enregistrement des monuments romains.

### Décès
Après avoir connu deux ans de troubles cardiaques mineurs, Ian Richmond est décédé à son domicile d'Oxford le 5 octobre 1965. Ses funérailles ont lieu le 8 octobre 1965 à l'église universitaire St Mary the Virgin, à Oxford.

## Vie privée
Ian Richmond est un fervent anglican.
En 1938, il épouse Isabel Little. Ensemble, ils ont deux enfants : un fils, Hugh, et une fille, Helen.

## Récompenses
Ian Richmond est élu fellow de la Society of Antiquaries of London en 1931 et fellow de la British Academy en 1947. Il a été nommé Commandeur de l'Ordre de l'Empire britannique (CBE) en 1958.[2] Il est fait chevalier par la reine Élisabeth II au palais de Buckingham le 22 juillet 1964.

## Héritage
Le Richmond Prize est décerné chaque année par le département d'archéologie de l'université de Newcastle pour la meilleure performance à l'étape 2, c'est-à- dire décernée à un étudiant de premier cycle à la fin de sa deuxième année.

## Publications
- (en) « The relation of the Praetorian Camp to Aurelian's Wall of Rome », PBSR, vol. 10,‎ 1927, p. 12-22.
- (en) The City Walls of Imperial Rome : An Account of its Architectural Development from Aurelian to Narses, 1930.
- (it) I Limitos romani nella Britannia, Rome, Istituto di studi romani, 1938, 21 p..
- (en) avec J. P. Gillam et Eric Birley, The temple of Mithras at Carrawburgh, Newcastle upon Tyne, Society of antiquaries of Newcastle upon Tyne, 1951, 92 p..
- (en) Roman Britain, Harmondsworth, Penguin books, 1955, 240 p..
- (en) The Archaeology of the Roman Empire, a scheme of study by I. A. Richmond, Oxford, Clarendon press, 1957, 22 p..
- (en) avec Robin G. Collingwood, The Archaeology of roman britain, Londres, Methuen & Co Ltd, 1968.
- (en) Hod Hill, vol. 2 : Excavations carried out between 1951 and 1958 for the Trustees of the British Museum, Londres, Trustees of the British Museum, 1968, 157 p..
- (en) Roman archaeology and art, Londres, Faber and Faber, 1969, 294 p..
- (en) avec Nikolaus Pevsner, Northumberland : with notes on the Roman antiquities, Harmondsworth, Penguin Books, 1970, 362 p..
- (en) The Pelican history of England, vol. 1 : Roman Britain, Harmondsworth, Penguin books, 1971, 240 p..
- (en) Trajan's army on Trajan's column  (préf. Mark W. C. Hassall), Londres, British school at Rome, 1982, 56 p..

#### Ouvrages et articles
- (en) Eric Birley, « Richmond, Sir Ian Archibald (1902–1965) », Oxford Dictionary of National Biography,‎ 2004 (lire en ligne, consulté le 13 avril 2023).
- (en) L. F. Pitts et J. K. St Joseph, Inchtuthil, The Roman Legionary Fortress, Britannnia Monograph, 1985.
- (en) David Shotter, « The Archaeologists of Lancaster », Council for British Archaeology,‎ 1996 (lire en ligne, consulté le 13 avril 2023).

#### Autres
- (en) Obituary, « Prof. Sir Ian Richmond », The Times,‎ 1965, p. 16.
- (en) s. s. n., « Ian Archibald Richmond, 1902–65 », The Journal of Roman Studies, vol. 55,‎ 1965 (lire en ligne, consulté le 13 avril 2023).